# Vladimir Buscaglia
Vladimir Roland Buscaglia (Ginevra, 4 luglio 1980) è un ex cestista e allenatore di pallacanestro svizzero.

## Palmarès
- Campionato svizzero: 2

Boncourt: 2002-03
Lions de Genève: 2012-13
- Coppa di Lega Svizzera: 4

Fribourg Olympic: 2008, 2009, 2010
Lions de Genève: 2013
- Ligue Regionale de Basket Ball de Mayotte: 1

M'tsapéré: 2014
- Coupe Regionale de Basket Ball de Mayotte: 1

M'tsapéré: 2014